# Wincenty od św. Antoniego Simões de Carvalho

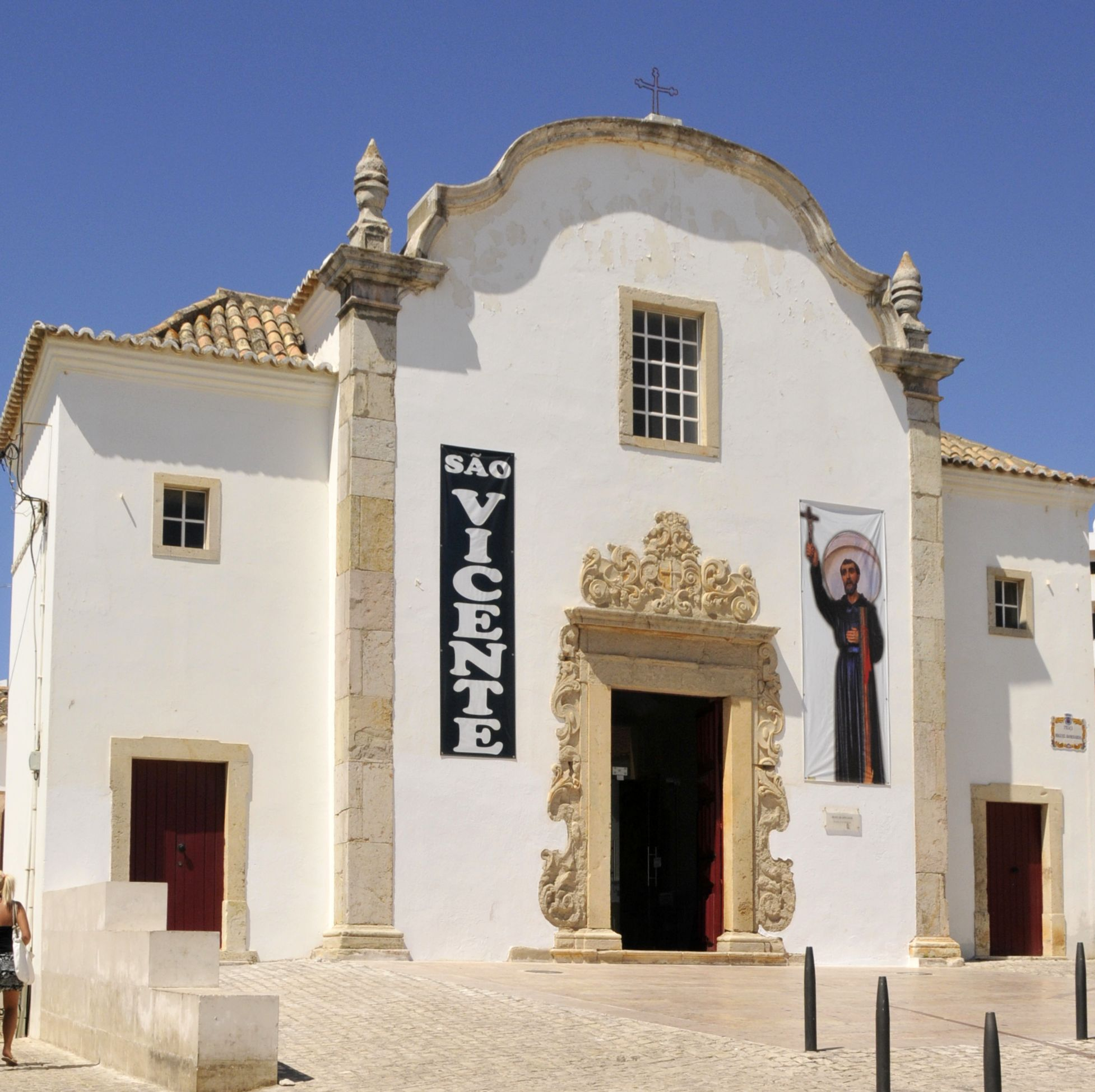
XVIII wieczny kościół w Albufeira pod wezwaniem św. Sebastiana ozdobiony na czas uroczystości
bł. Wincentego od św. Antoniego.

Wincenty od św. Antoniego Simões de Carvalho OESA port. Vicente de Santo António (ur. 1590 w Albufeira, zm. 3 września w Nagasaki 1632) – błogosławiony Kościoła katolickiego, męczennik, ofiara prześladowań antykatolickich w Japonii, portugalski prezbiter z Zakonu Świętego Augustyna.

## Geneza męczeństwa - tło historyczne
Pierwsi misjonarze z Zakonu Świętego Augustyna przybyli do Japonii w 1602. Rosnące wraz z liczebnością chrześcijan ich wpływy na życie społeczne, spory o metody ewangelizacji, a także awanturnictwo rywalizujących ze sobą kupców z Hiszpanii i Portugalii, wpłynęły na zmianę początkowo przychylnego stosunku, obawiających się osłabienia swej pozycji siogunów i książąt. Po okresie wzmożonej działalności misyjnej Kościoła katolickiego, gdy w 1614 roku siogun Ieyasu Tokugawa wydał edykt zniszczenia chrześcijaństwa na mocy którego pod groźbą utraty życia wszyscy misjonarze mieli opuścić kraj, a praktykowanie i nauka religii zakazana, rozpoczęły się trwające ponad 200 lat krwawe prześladowania chrześcijan.

## Życiorys
Był synem lekarza António Simõesa i Catariny Pereiry. Gdy skończył dwanaście lat rodzice wysłali go do szkoły w Lizbonie i tam po śmierci matki wstąpił do augustianów. Święcenia kapłańskie przyjął w 1617 roku. Powołanie chciał realizować prowadząc ewangelizację w ramach misji, skierowany więc został do Meksyku. W czasie pobytu na misji zapoznał się z działalnością Zakonu Świętego Augustyna i wstąpił do prowadzonego przez nich nowicjatu przyjmując imię Wincenty od św. Antoniego.
Dochodzące wieści o wyzwaniach przed jakimi stają misjonarze w Azji skłoniły go do podjęcia realizacji apostolatu w tym rejonie i w 1620 roku popłynął na Filipiny, gdzie złożył śluby zakonne. W kwietniu 1623 roku wysłano go do Japonii, do której dotarł w październiku tego samego roku. Był to okres nasilonych represji wobec katolików, a wprowadzenie w życie dekretu Hidetady Tokugawy odbywało się przez polowanie na misjonarzy. Działalność duszpasterską prowadził w ukryciu na terenie Nagasaki i Ōmury podając się za kupca, handlarza jarzynami, rybami, gdzie indziej za żonglera i klauna docierając do rozproszonych wspólnot chrześcijańskich. Aresztowany na podstawie donosu apostaty w 1629 roku i mimo próby ucieczki w góry został uwięziony w Ōmurze, gdzie dołączył do innych misjonarzy. Świadectwo wiary pozostawił w listach do uczniów i przyjaciół wysyłanych z niewoli i opublikowanych w 2001 roku pod tytułem „Cartas do Japão”. 5 grudnia 1631 roku przewieziono więźniów do Nagasaki.
Po torturach polegających na biciu, podtapianiu, wystawianiu na słoneczny skwar, polewaniu poranionego gorącą wodą siarczaną 3 września 1632 roku został skazany na śmierć i żywcem spalony z pięcioma współtowarzyszami: Antonim Ishidą Kyūtaku, Franciszkiem od Jezusa Ortega, Gabrielem od św. Magdaleny, Hieronimem od Krzyża i Bartłomiejem Gutiérrezem.
Wincenty od św. Antoniego znalazł się w grupie 205 męczenników japońskich beatyfikowanych 7 lipca 1867 roku w Rzymie przez papieża Piusa IX.
Dies natalis jest dniem, kiedy w Kościele katolickim obchodzone jest wspomnienie liturgiczne błogosławionego.
Diecezja Algarve jest miejscem szczególnego kultu męczennika i tam wspominany jest 7 września, zaś w Albufeirii tego dnia odbywają się procesje ku jego czci.